# Theridion spinosissimum
Theridion spinosissimum là một loài nhện trong họ Theridiidae.
Loài này thuộc chi Theridion. Theridion spinosissimum được Lodovico di Caporiacco miêu tả năm 1934.